# Китайская пищуха
Китайская пищуха (лат. Ochotona erythrotis) — вид пищух, обитающий на высокогорье китайских провинций Ганьсу, Цинхай, Сычуань, Синьцзян и Юньнань.
Длина тела составляет от 18,1 до 28,5 см. Летний мех светлого, красно-бурого цвета, у отдельных особей грудь серо-красно-коричневая. Грудь также красно-коричневая, брюхо белое. Зимой окрас меха на спине и брюхе тёмно- или бледно-серый, при этом уши сохраняют свой красно-коричневый цвет. От родственных видов Ochotona rutila и Ochotona gloveri отличается строением черепа.

## Образ жизни
Вид населяет альпийские луга на склонах гор на высоте от 2000 до 4000 м над уровнем моря. Ведёт дневной образ жизни. Роет норы длиной 1—2 м.
Сезон размножения продолжается с мая по август. Самка приносит приплод два раза в год, в одном помёте от трёх до семи детёнышей.